# +Plus
+Plus est un groupe de musique japonais de pop.

## Discographie
Le groupe +Plus a réalisé les opening 6 et 11 de l'anime Fairy Tail.